# Godthaab Hammerværk
 Der er for få eller ingen kildehenvisninger i denne artikel, hvilket er et problem. Du kan hjælpe ved at angive troværdige kilder til de påstande, som fremføres i artiklen.

Godthaab Hammerværk er et arbejdende industrimuseum i landsbyen Godthåb syd for Aalborg.
Museet har til huse i ældre industribygninger, som blev ledige ved nedlæggelsen af Zincks Fabrikker i 1987. Mange maskiner fungere fortsat til frembringelse af have- og landbrugsredskaber drevet af vandkraft.
Museet drives af lokale frivillige i et vist samarbejde med Aalborg historiske Museum.

## Museets historie
Hammerværket blev grundlagt i 1858 af smed Christian Zinck i en nedlagt papirmølle.
Sammen med sin søn, Niels Zinck, lykkedes det Christian Zinck at udvikle hammerværket til en betydelig virksomhed til produktion af redskaber og værktøj til håndværk og landbrug.